# Sitticus caricis
Sitticus caricis là một loài nhện trong họ Salticidae.
Loài này thuộc chi Sitticus. Sitticus caricis được Johan Peter Westring miêu tả năm 1861.